# Andrena sitiliae
Andrena sitiliae là một loài Hymenoptera trong họ Andrenidae. Loài này được Viereck mô tả khoa học năm 1909.